# Seznam kolumbijskih pesnikov
Seznam kolumbijskih pesnikov.

## A
Patricia Ariza - 

## B
Porfirio Barba-Jacob - 

## G
Isaías Gamboa - 

## M
Rafael Maya -

## P
Rafael Pombo - 

## R
José Eustasio Rivera - 